# Dichromanthus
Dichromanthus é um género botânico pertencente à família das orquídeas (Orchidaceae).

## Espécies
1. Dichromanthus aurantiacus (Lex.) Salazar & Soto Arenas, Lindleyana 17: 173 (2002).
2. Dichromanthus cinnabarinus (Lex.) Garay, Bot. Mus. Leafl. 28: 314 (1980 publ. 1982).
3. Dichromanthus michuacanus (Lex.) Salazar & Soto Arenas, Lindleyana 17: 173 (2002).